# Gabriel Lugo Morales
Gabriel Lugo Morales (El Fuerte, Sinaloa; 19 de abril de 1946 - El Fuerte, Sinaloa; 18 de septiembre de 2017) fue un beisbolista mexicano, segunda base, que jugó en la Liga Mexicana de Béisbol y en la Liga Mexicana del Pacífico.

## Carrera deportiva
En su paso por Liga Mexicana de Béisbol entre 1966 y 1983 vistió las franelas de Charros de Jalisco, Saraperos de Saltillo, Tecolotes de Nuevo Laredo, Cafeteros de Córdoba, Azules de Coatzacoalcos, Cachorros de León, Broncos de Reynosa y Rieleros de Aguascalientes. Su carrera finalizó con 1,840 imparables, 271 dobles, 157 cuadrangulares, 987 producidas y 127 estafas.
En la temporada 1968-1969, logró el título de bateo con un .309 de porcentaje, se convirtió en líder de liga en hits y carreras anotadas, además con el guante fue el mejor segunda base, logro que repitió en la temporada 1969-1970. Otorgó a los Cañeros de Los Mochis su primer campeonato en esa misma temporada.
En 1972 fue campeón de carreras, con 106 producidas, con los Saraperos de Saltillo. Posteriormente el número 5 fue retirado del club en su honor.
En el 2007 con la celebración de los 45 años de profesionalismo del Club Cañeros, se reconoció a Gabriel Lugo como uno de los 45 personajes más destacados de la historia de la organización Mochitense.
En la Liga Mexicana de Invierno jugó catorce temporadas con Los Mochis, Hermosillo, Mazatlán, Navojoa, Mexicali, Ciudad Obregón y Guasave, participando en 877 juegos, conectando 842 hits, produciendo 299 carreras y tuvo un porcentaje de bateo global de .251 milésimas. Mientras que en la Liga Mexicana de Verano fue un ídolo con los Saraperos de Saltillo, en donde existe la anécdota de que 8 jugadores batearon sobre las .300 milésimas y acapararon varios títulos individuales, lo que los hacía una gran máquina de jugar béisbol, pero todo eso no les valió para salir campeones de esa épica, pero decepcionante campaña de 1973.
El estadio de su natal ciudad lleva su nombre en reconocimiento y en el año 2000, Gabriel Lugo Morales entró al Salón de la Fama del Béisbol Profesional de México.
Falleció el 18 de septiembre del 2017 a causa de complicaciones de diabetes y de una insuficiencia renal.